# Estación Salar de Pocitos
Salar de Pocitos es una estación ferroviaria ubicada en el departamento de Los Andes, provincia de Salta, Argentina.
Se ubica en la región de la Puna en el Salar de Pocitos.

## Servicios
Se encuentra actualmente sin operaciones de pasajeros.
Sus vías corresponden al Ramal C14 del Ferrocarril General Belgrano por donde transitan formaciones de carga de la empresa estatal Trenes Argentinos Cargas. Se encuentran empresas mineras en sus cercanías.
Cuenta con una playa de maniobras y tanque de agua en funcionamiento.